# Bungenäs
Bungenäs este o arie protejată (arie specială de conservare — SAC, sit de importanță comunitară — SCI) din Suedia întinsă pe o suprafață de 55,9 ha, integral pe uscat.

## Localizare
Centrul sitului Bungenäs este situat la coordonatele 57°50′06″N 19°05′15″E / 57.8349°N 19.0876°E.

## Înființare
Situl Bungenäs a fost declarat sit de importanță comunitară în aprilie 2004 pentru a proteja 1 specie de plante. Situl a fost protejat și ca arie specială de conservare în martie 2011.

## Biodiversitate
Situată în ecoregiunile boreală și marină baltică, aria protejată conține 7 habitate naturale: Pajiști uscate seminaturale și facies de acoperire cu tufișuri pe substraturi calcaroase (Festuco-Brometalia) (* situri importante pentru orhidee), Pășuni din zone de pădure fino-scandinave, Pajiști cu Molinia pe soluri calcaroase, turboase sau argilos-nămoloase (Molinion caeruleae), Mlaștini calcaroase cu Cladium mariscus și specii de Caricion davallianae, Taiga vestică, Vegetație perenă pe țărmurile stâncoase, Alvar nordic și șisturi calcaroase precambriene.
La baza desemnării sitului se află o specie protejată de  plante: moșișoare (Liparis loeselii).